# نصير آباد (لارستان)
نصير آباد (بالفارسية: نصیرآباد) (بالإنجليزية: Nasirabad)‏، قرية في قسم درزوسابيان الريفي، الناحية المركزية، مقاطعة لارستان، محافظة فارس، إيران. سُجلت في إحصاء عام 2006 ميلادية ولم تسجل أي معلومات عن عدد سكانها.